# Základní vojenská služba

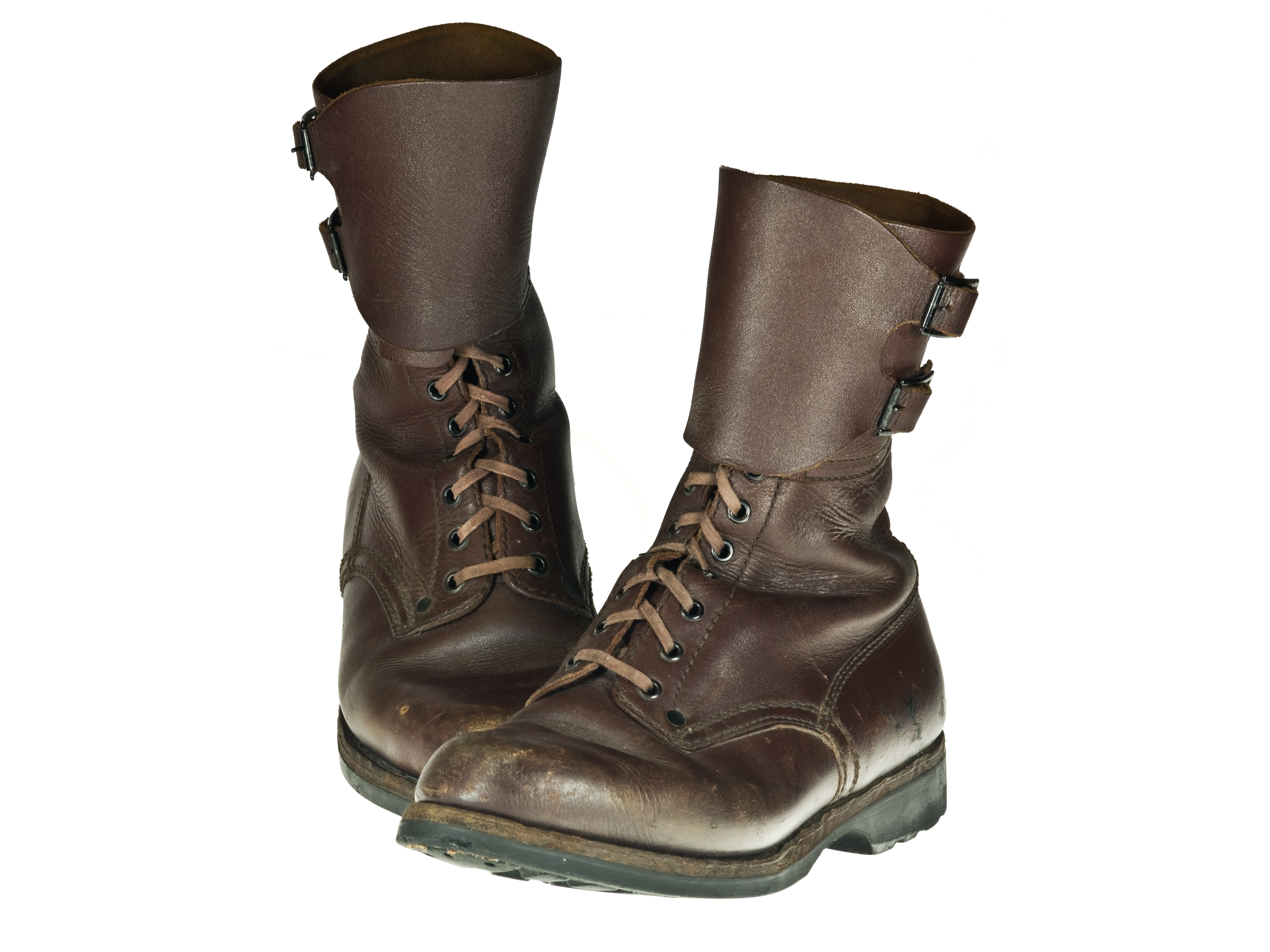
Vojenské boty užívané v Polsku (90. léta)

Základní vojenská služba (prezenční služba, neformálně „vojna“) je forma povinné služby v ozbrojených silách, kterou stát vyžaduje od svých občanů, zpravidla mužského pohlaví, za účelem zajištění obranyschopnosti a připravenosti státu na případné vojenské konflikty. V historickém i současném kontextu představuje základní vojenská služba nástroj, jak doplnit pravidelnou armádu o dostatečný počet vycvičených vojáků a vytvořit tak potřebnou mobilizační zálohu. Délka a podmínky služby se v různých zemích a historických obdobích značně liší; některé státy ji vyžadují, jiné ji nahradily profesionální armádou nebo umožňují alternativní formy civilní služby.

## Česko

### Historie
Povinná vojenská služba v Českých zemích existovala v různých podobách od roku 1781, kdy císař Josef II. zavedl vojenskou povinnost pro určitě vrstvy obyvatelstva, do roku 2005, kdy byla dokončena profesionalizace Armády České republiky. Zde jsou uvedeny zásadní milníky:
- 1649: První stálá armáda na území českých zemí vznikla za vlády Ferdinanda III., který po třicetileté válce ponechal několik pluků v trvalé službě jako součást rakouské armády. Vojáci do ní vstupovali dobrovolně, ale zavazovali se k doživotní službě. V míru mohli odcházet na dlouhé dovolené, často i na několik let.
- 1781: Císař Josef II. zavedl vojenskou povinnost pro nejchudší vrstvy obyvatelstva. Šlechta, duchovenstvo a inteligence zůstali osvobozeni. Verbování nahradily často násilné odvody a služba zůstala doživotní.
- 1802: Za vlády Františka I. byla zrušena doživotní služba a zavedena pevná délka služby, která se lišila pro jednotlivé zbraně: pěchota sloužila deset let, jezdectvo dvanáct a dělostřelectvo čtrnáct let.[2] Roku 1827 byla služba sjednocena na 14 let.[3]
- 1845: Vojenská služba byla zkrácena na osm let. Dlouhodobé dovolené zůstaly zachovány. Odvody se začaly konat pravidelněji, rekruti se vybírali losem podle předem stanovených počtů branců.[4]
- 1868: Branný zákon přijatý po Rakousko-uherském vyrovnání a porážce v Prusko-rakouské válce zavedl všeobecnou brannou povinnost pro většinu mužské populace. Povinnosti dostavit se k odvodu podléhali nyní všichni muži ve věku 20 až 22 let, odvody se konaly jednou ročně a počet odvedených branců určoval parlament vždy na deset let dopředu. Délka služby byla stanovena na tři roky (u námořnictva na čtyři), následovalo sedm let v záloze a dva roky v zeměbraně. V prvním roce bylo v Předlitavsku odvedeno 95 tisíc mužů.[4]
- 1912: Délka služby byla zkrácena na dva roky, u speciálních zbraní na tři a u námořnictva na čtyři roky. Zachovaly se sedmileté zálohy a dvouletá zeměbrana. Odvody probíhaly dvakrát ročně. Před mobilizací roku 1914 dosahoval roční počet branců až 200 tisíc.[5]

- 1920: Po vzniku Československa byl přijat nový branný zákon s všeobecnou brannou povinností. Služba trvala 14 měsíců, od roku 1924 pak 18 měsíců. Po ukončení základní vojenské služby byl každý povinen absolvovat čtyři cvičení v celkové délce 14 týdnů, důstojníci a rotmistři pět měsíčních cvičení.
- 1927: Novela branného zákona zavedla institut náhradní zálohy, do které byli zařazováni muži odvedení nad stanovenou hranici branců v jednom roce (určena na 70 tisíc). Byly také stanoveny úlevy ze základní vojenské služby zejména pro živitele rodin, majitele zemědělských usedlostí, malých a středních živností a obchodů. Roku 1933 byla délka prezenční služby ohledem na zhoršující se mezinárodní situaci prodloužena na dva roky.
- 1945: Po skončení druhé světové války bylo navázáno na branný zákon předválečné republiky. Branná povinnost vznikala v 17 letech, k odvodu byli branci povolávání v 19 a ve 20 letech nastupovali na dvouletou službu. Existovala řada výjimek, například pro studenty, kteří překročili jistou věkovou hranici; dále také  muži, kteří byli jedinou zdatnou pracovní silou v hospodářství, měli nárok na letní uvolnění či na zkrácení služby na pět měsíců.
- 1949: Přijat nový branný zákon, který se několikrát novelizoval. Stanovil brannou povinnost pro muže od 17 do 60 let a základní službu v délce 24 měsíců. Tento systém byl aplikován před rokem 1954 v Československé armádě a v letech 1954–1990 v Československé lidové armádě, a udržel se až do konce socialismu. Celkový počet vojáků v tomto období se pohyboval mezi 150 a 300 tisíci, přičemž vojáci základní služby tvořili podstatnou část, až 200 tisíc.[6][7] Ročně bylo odvedeno 80 až 100 tisíc branců.[8]
- 1990: Po Sametové revoluci byla zkrácena délka služby na 18 měsíců a uzákoněna možnost civilní služby. Novela z roku 1991 prodloužila věkovou hranici pro povolování odkladů až na 25 let, u studentů vysokých škol na 30 let, a zároveň zkrátila vojenské cvičení v záloze o čtyři týdny.
- 1993: Po rozdělení Československa byla služba zkrácena na 12 měsíců. V 90. letech počet vojáků základní služby výrazně klesal; zatímco v roce 1993 nastoupilo službu více než 50 tisíc odvedenců, v roce 1996 jich bylo 35 tisíc a v roce 2001 23 tisíc.[6] Tento pokles, způsobený slabými populačními ročníky a zhoršováním zdravotního stavu mužské populace, přispěl k prosazení profesionalizace armády.[9][10] Potřeba profesionálního vojska rovněž vzrostla po vstupu ČR do NATO v roce 1999[11] a po začátku války proti terorismu roku 2001.[12][13]
- 2002: Vláda Vladimíra Špidly se po volbách roku 2002 v koaliční smlouvě zavázala zrušit základní vojenskou službu nejpozději do roku 2006.[14] V roce 2003 pokračovaly odvody, ale z celkového počtu odvedených byla do služby povolána jen polovina, zhruba 11 tisíc. O tom, kdo bude muset nastoupit a kdo se službě vyhne, rozhodovaly územní vojenské správy.[15] Téhož roku předložil ministr obrany Jaroslav Tvrdík vládě návrh na zrušení základní vojenské služby ke konci roku 2004.
- 2004: Poslední odvody na základě všeobecné branné povinnosti se konaly na jaře 2004, do služby však byl povolán jen zlomek odvedenců, necelý tisíc. Ti byli vojenskou správou vybráni na základě profesních znalostí.[16] V podzimním termínu odvodů pak již byli povoláni pouze zájemci o službu vojáka z povolání.[17] V listopadu byl schválen nový branný zákon, který základní vojenskou službu definitivně zrušil. Poslední vojáci základní služby byli propuštěni do civilu 22. prosince 2004[18] a od 1. ledna 2005 je česká armáda plně profesionální; branná povinnost je vyžadována pouze při ohrožení státu nebo za válečného stavu.[19]

### Průběh základní vojenské služby
Základní vojenská služba (zkráceně ZVS) existovala od dob první republiky do roku 2004, kdy byla povinná vojenská služba v Česku definitivně zrušena a Armáda České republiky byla transformována na profesionální armádu. Nastoupit k výkonu ZVS byl povinen každý zdravotně způsobilý muž, občan ČSR (později ČSSR, ČSFR a ČR) po dosažení plnoletosti, před rokem 1954 v Československé armádě, v letech 1954–1990 v Československé lidové armádě, po rozdělení Československa roku 1993 v Armádě České republiky.

#### Odměna
Finanční odměna vojáků základní služby (VZS) se nazývala služné, dobově hovorově žold. Tato odměna byl odstupňována podle hodnosti, v roce 1964 např. činilo služné vojína 75 Kčs, svobodníka 80 Kčs, desátníka 90 Kčs a četaře 100 Kčs měsíčně. V návaznosti na inflaci bylo služné do roku 1991 třikrát zvýšeno, ekonomické podmínky vojáků základní služby však zůstávaly nuzné. Za stravu a ubytování vojáci neplatili.

#### Nástup
Počátek základní vojenské služby začínal vždy úředním odvodem, tedy ověřením zdravotní způsobilosti služby, po odvodu získával mladý muž status brance, resp. odvedence. Označení branec zavedl zákon z roku 1889 a to pro „mladé muže brané k zápisu do odvodního seznamu“ Pro brance, kteří nastupovali do náročných vojenských oborů, byl určen předvojenský výcvik v civilní organizaci SVAZARM (Svaz pro spolupráci s armádou). Vojenští řidiči absolvovali levně autoškolu pro řidiče z povolání na nákladní auta už před vojnou, radisté se naučili telegrafní abecedu a zacházení s radiostanicí atd.
Základní dobou nástupu byl věk 18 let. resp. nejbližší půlroční termín (jarní a podzimní). Učňům, studentům střední či vysoké školy byl umožněn odklad nástupu ZVS po skončení studia. Po nástupu prošli branci základním výcvikem (příjmačem) a po složení vojenské přísahy byli přiděleni k útvaru.

#### Délka ZVS

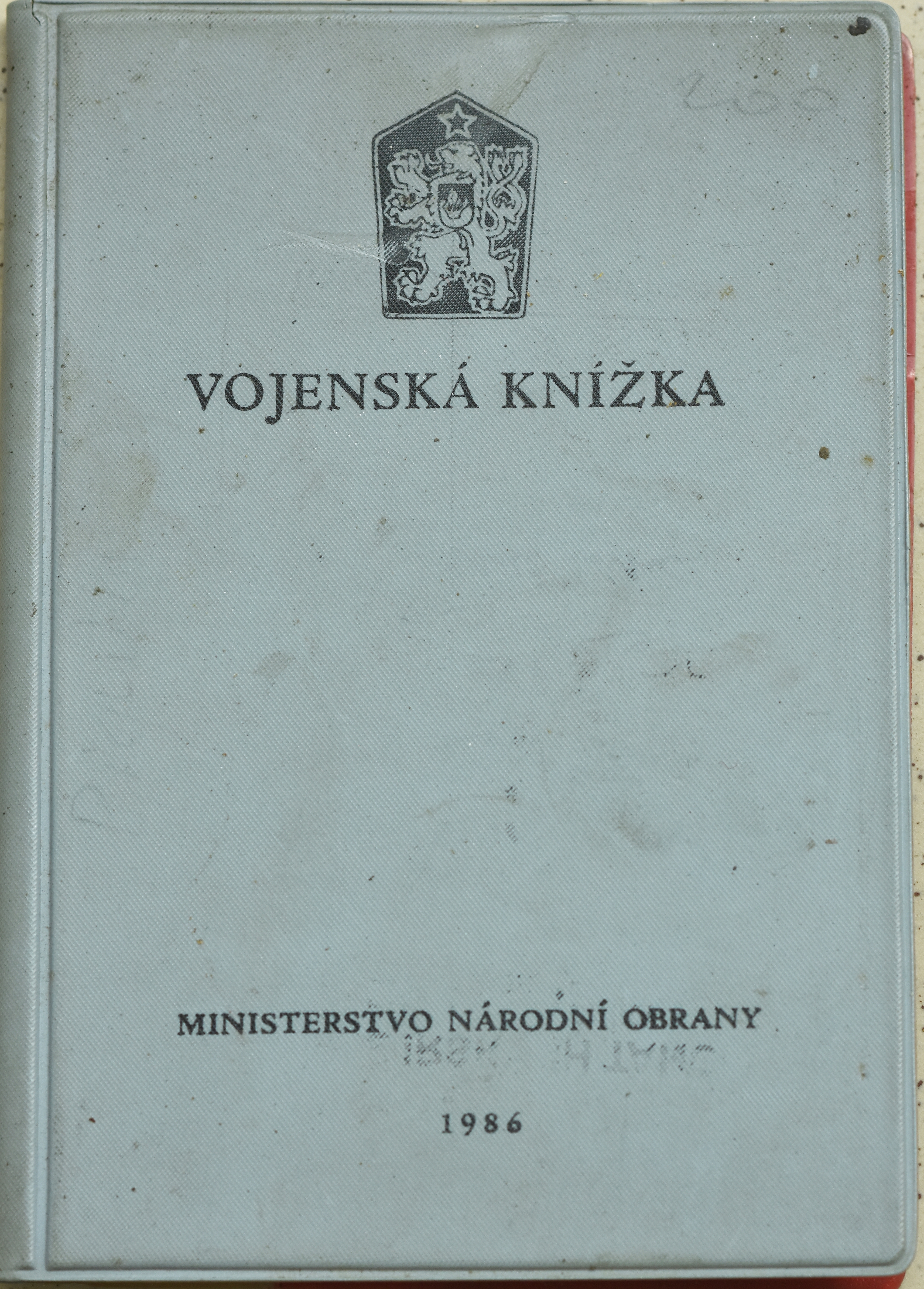
Vojenská knížka

- Neodvedení muži byli zbaveni branné povinnosti („dostali modrou knížku“, tj. průkaz modré barvy o zbavení vojenské povinnosti). Vojenská knížka vojáka základní služby byla šedá. Vojenská knížka vojáka z povolání se nazývala Služební průkaz a měla červenou barvu. Lidé s „modrou knížkou“ nemuseli na vojnu a mohli tak místo vojny vést běžný civilní život; dosti rozšířené byly praktiky vyhýbání se vojenské službě.[24]
- Pokud byl voják potrestán trestem celodenního kasárenského vězení a nebyl mu tento trest později zahlazen, vojenská služba u útvaru se mu prodloužila o počet dní, které strávil ve vězení.
- Základní vojenská služba trvala před rokem 1989 standardně 24 měsíců.
- Po roce 1989 byla standardní délka základní vojenské služby postupně zkracována: první zkrácení o dva měsíce nařídil ve funkci nejvyššího velitele armády prezident Václav Havel v první polovině ledna 1990 (odchod byl k 31. lednu 1990), ještě v témže roce byla základní vojenská služba zkrácena novelou branného zákona na 18 a v roce 1993 na 12 měsíců. Posledních 878 branců nastoupilo základní vojenskou službu 30. března 2004.
- U úspěšných studentů vysokých škol a vojenské katedry (VKVŠ), které byly součástí všech vysokých škol s výjimkou teologických a které připravovaly studenty k výkonu základních důstojnických funkcí (absolventů VŠ, lidově absíků nebo špagátů), byla ZVS zkrácena na 12 měsíců. Před nástupem nebo krátce po nástupu na vojnu byli povýšeni na poddůstojníky (svobodníky až četaře, podle výsledků zkoušek na vojenské katedře) a při jejím ukončení byli nejúspěšnější absolventi VKVŠ obvykle povýšeni na důstojníky – do hodnosti podporučíka, „přeskočili“ tak praporčické hodnosti. V rámci zkracování ZVS byla zkracována a zrušena i vojna absolventů VŠ.
- Branci mohli ze sociálních důvodů (např. živitelé rodin, pečující alespoň o dvě děti) požádat o vykonání náhradní vojenské služby, která byla pouze pětiměsíční (později tříměsíční).
- Pokud bez vlastního zavinění (zejména pro nemoc a podobně) nenastoupili k ZVS před dosažením určeného věku (25 let, později prodlouženo na 28 a 30 let), byli k náhradní službě určení ze zákona.
- Náhradní vojenskou službu rovněž mohli vykonat vybraní zaměstnanci; železnice nebo vojenské podniky (např. Vojenské stavby), uhelné či uranové hornictví nebo hutě měly povoleno provádět v armádě nábor zaměstnanců před nástupem na ZVS. Kdo se zavázal, že např. jako havíř nebo řemeslník odpracuje 18 měsíců, byl z vojenské služby propuštěn o 6 měsíců dříve, tj. po 18 měsících, později dokonce již po 5 měsících (lidově pětimetři) a pak po 3 měsících (třímetr).[25]
- Po roce 1989 branci, kteří z důvodů svědomí či náboženského přesvědčení nechtěli nastoupit ZVS, mohli vykonávat náhradní tzv. civilní službu („civilku“), zpravidla jako pomocná síla v nemocnicích, domovech důchodců nebo v sociálních službách u obecních úřadů, která však byla o polovinu delší než v té době platná základní vojenská služba.

#### Prodloužení základní vojenské služby
Prodloužením základní vojenské služby je možno výrazně navýšit početní stav armády. Stalo se tak v roce 1961, v době tzv. Berlínské krize, kdy byly uzavřeny hranice mezi Západním Berlínem a NDR a kdy hrozil ozbrojený konflikt. Sovětský svaz odložil odchod do civilu vojáků, kteří povinnou vojensku službu v roce 1961 vykonali, a současně předčasně povolal k nástupu brance ročníku 1942. Početní stavy sovětských vojsk se tak zvýšily zhruba o cca 400 000 mužů.
Obdobně v Československu bylo povolání odvedenců předsunuto o jeden měsíc (na 1. září 1961) a na mimořádné cvičení bylo povoláno přibližně 40 000 záložníků. Vojákům byly zrušeny dovolené a volna k opuštění posádky, druhý ročník byl do civilu propouštěn až v průběhu listopadu a prosince 1961.

## Jiné státy
V někdejším Sovětském svazu základní vojenská služba činila 48 měsíců u zvláštních druhů vojsk, zejména u námořnictva a raketových vojsk, u běžnějších 24 měsíců. Během historie se pravidla ovšem také měnila.

### Státy bez ozbrojených složek
- Andorra
- Kostarika
- Mikronésie
- Grenada
- Island
- Kiribati
- Lichtenštejnsko
- Marshallovy ostrovy
- Mauricius
- Monako
- Nauru
- Palau
- Panama
- Samoa
- San Marino
- Šalomounovy ostrovy
- Tuvalu
- Vatikán (kromě Švýcarské gardy a četnictva)

### Bez povinné vojenské služby
- Afghánistán
- Albánie
- Antigua a Barbuda
- Argentina
- Austrálie
- Bahamy
- Bahrajn
- Bangladéš
- Barbados
- Barma
- Belgie
- Belize
- Bhútán
- Bosna a Hercegovina
- Botswana
- Brunej
- Bulharsko
- Černá Hora
- Česko
- Čína
- Demokratická republika Kongo
- Dominikánská republika
- Džibutsko
- Fidži
- Filipíny
- Francie
- Gambie
- Ghana
- Haiti
- Honduras
- Chile
- Chorvatsko
- Indie
- Indonésie
- Irák
- Irsko
- Itálie
- Jamajka
- Japonsko
- Jihoafrická republika
- Jordánsko
- Kamerun
- Kanada
- Katar
- Keňa
- Kongo
- Lesotho
- Libanon
- Libérie
- Lotyšsko
- Lucembursko
- Maďarsko
- Malawi
- Maledivy
- Malta
- Maroko
- Namibie
- Nepál
- Německo
- Nigérie
- Nikaragua
- Nizozemsko
- Nový Zéland
- Omán
- Pákistán
- Papua Nová Guinea
- Peru
- Polsko
- Portugalsko
- Rumunsko
- Rwanda
- Saúdská Arábie
- Severní Makedonie
- Seychely
- Sierra Leone
- Slovensko
- Slovinsko
- Spojené arabské emiráty
- Srbsko
- Srí Lanka
- Surinam
- Svatý Kryštof a Nevis
- Svazijsko
- Španělsko
- Švédsko
- Tanzanie
- Tonga
- Trinidad a Tobago
- Uruguay
- USA
- Spojené království
- Východní Timor
- Zambie

### Povinná pouze za určitých podmínek
- Belize – povinná pouze pokud je nedostatek dobrovolníků; tato situace zatím nenastala
- Bolívie – povinná pouze pokud je nedostatek dobrovolníků
- Indonésie
- Jamajka
- Uruguay
- USA

### Povinná i dobrovolná vojenská služba
- Bermudy
- Burundi
- Gabon
- Kuvajt
- Mali
- Mauritánie
- Uganda
- Venezuela
- Turecko

### Výběrově povinná
- Benin
- Čad
- Čína
- Ekvádor
- Guinea-Bissau
- Kapverdy
- Malajsie
- Mexiko
- Niger
- Nigérie
- Salvador
- Senegal
- Středoafrická republika
- Tchaj-wan
- Togo

### Možnost civilní, nevojenské nebo nebojující
- Angola
- Alžírsko
- Rakousko (9 měsíců civilní, 6 vojenská)
- Bělorusko
- Burkina Faso
- Kypr
- Dánsko
- Estonsko
- Finsko (12 měsíců civilní, nevojenská 9 měsíců, vojenská 6, 9 nebo 12 měsíců)
- Řecko
- Norsko
- Srbsko (9 měsíců civilní)

### Vojenská služba 1 rok a kratší
- Bolívie (12 měsíců)
- Brazílie (9–12 měsíců)
- Dánsko (4–12 měsíců)
- Estonsko (8–11 měsíců)
- Finsko (6–12 měsíců)
- Guatemala (12–24 měsíců)
- Litva (9 měsíců)
- Moldavsko (12 měsíců)
- Mongolsko (12 měsíců)
- Norsko (6–12 měsíců)
- Paraguay (12 měsíců pro armádu, 24 měsíců pro námořnictví)
- Rakousko (6 měsíců)
- Rusko (12 měsíců)
- Řecko (9 měsíců)
- Srbsko (6 měsíců)
- Švýcarsko (5 měsíců)
- Tchaj-wan (12 měsíců)
- Tunisko (12 měsíců)
- Ukrajina (12 měsíců)
- Uzbekistán (12 měsíců)

### Vojenská služba kratší než 18 měsíců
- Ázerbájdžán
- Eritrea
- Gruzie
- Írán
- Kambodža
- Kolumbie
- Laos
- Madagaskar
- Pobřeží slonoviny
- Turecko (6–15 měsíců)

### Vojenská služba delší než 18 měsíců bez možností civilní
- Arménie
- Egypt
- Guinea
- Izrael (21 měsíců pro ženy, 36 měsíců pro muže)[28]
- Jižní Korea
- Kazachstán
- Kuba
- Kyrgyzstán
- Libye
- Mosambik
- Rovníková Guinea
- Severní Korea
- Singapur
- Somálsko
- Súdán
- Sýrie
- Svatý Tomáš a Princův ostrov
- Tádžikistán
- Thajsko
- Turkmenistán
- Vietnam

## Základní vojenská služba a ženy

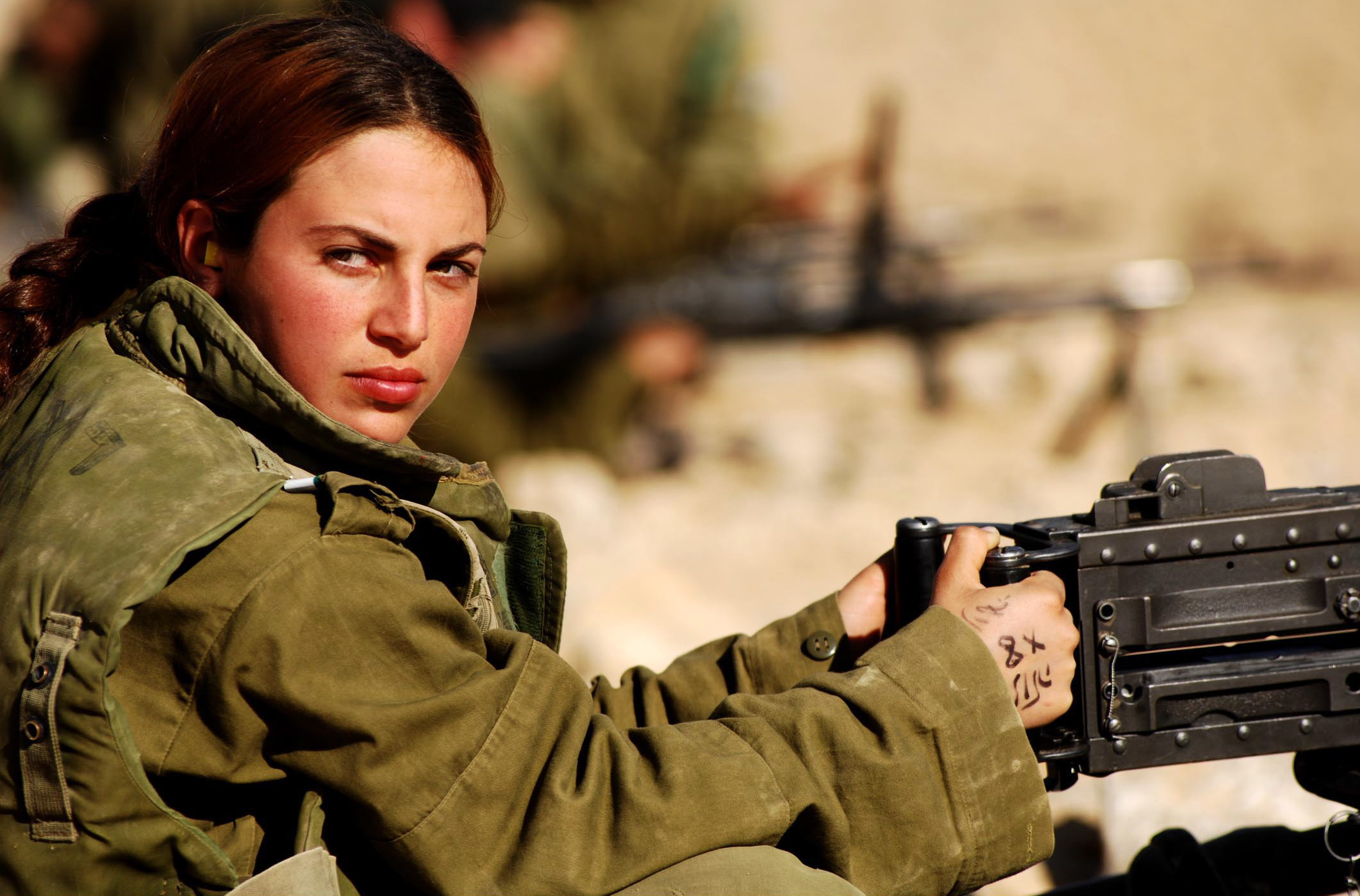
Vojákyně základní služby v Izraelských obranných silách, 2006

Přestože branná povinnost a povinnost odsloužit základní službu se tradičně vztahovala na muže, v některých zemích je vojenská služba povinná i pro ženy. Mezi tyto země patří:
- Izrael (21 měsíců pro ženy, 36 měsíců pro muže),
- Eritrea (18 měsíců pro muže i ženy),
- Norsko (19 měsíců pro muže i ženy),
- Švédsko (12 měsíců pro muže i ženy),
- Dánsko (11 měsíců pro muže i ženy),
- Severní Korea (5 let pro ženy, 10 let pro muže).